# Prevlaka (zemljopis)
Prevlaka je u zemljopisu uzak kopneni pojas koji spaja veće kopnene površine. Suprotno značenje ovom ima tjesnac.
Prevlake su pogodna mjesta za građenje kanala koji olakšavaju pomorski promet. Tako je Panamski kanal prokopan kroz Panamsku prevlaku, Sueski kanal kroz Suesku prevlaku, a Korintski kanal kroz Korintsku prevlaku.